# Callicarpa pentandra
Callicarpa pentandra là một loài thực vật có hoa trong họ Hoa môi. Loài này được Roxb. mô tả khoa học đầu tiên năm 1820.